# Stadion Miejski im. Józefa Wiatrowskiego w Zgorzelcu
Stadion Miejski im. Józefa Wiatrowskiego – wielofunkcyjny stadion w Zgorzelcu, w Polsce. Obiekt może pomieścić 4500 widzów. Swoje spotkania rozgrywają na nim piłkarze klubu Nysa Zgorzelec. Obok stadionu znajduje się również hala Centrum Sportowo-Rekreacyjnego.
W 2012 roku na arenie rozegrano część konkurencji 18. edycji lekkoatletycznych Mistrzostw Europy weteranów.
12 kwietnia 2017 roku stadionowi nadano imię Józefa Wiatrowskiego.